# Pseudomys fumeus

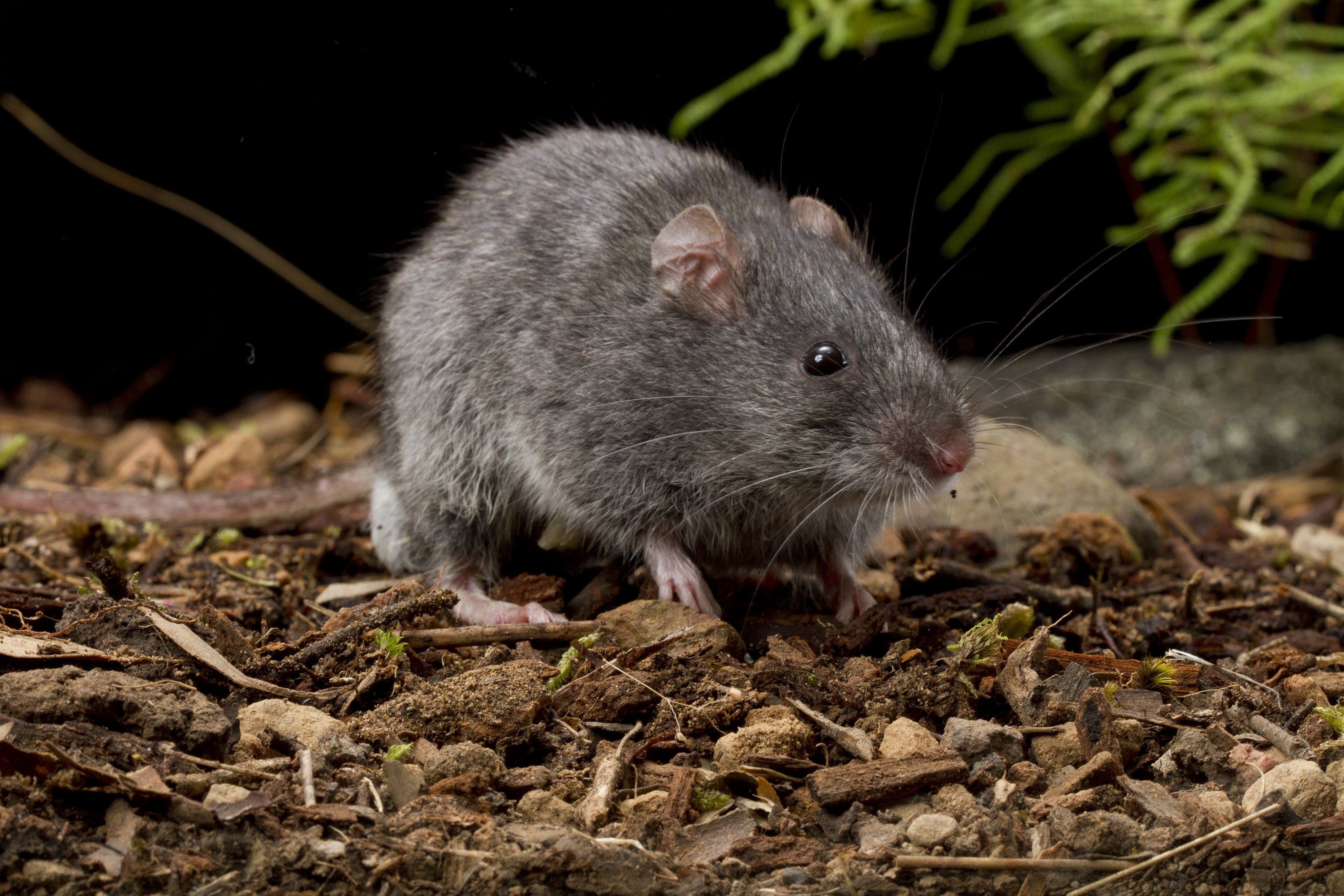
Pseudomys fumeus im Grampians-Nationalpark

Pseudomys fumeus, zuweilen auch Rauchgraue Australienmaus genannt, ist ein im südöstlichen Australien vorkommendes Nagetier aus der Gattung der Australischen Mäuse. Der Artname basiert auf dem lateinischen Wort fumeus mit der Bedeutung „rauchig“ und bezieht sich auf die Fellfarbe der Tiere.

## Merkmale
Pseudomys fumeus erreicht eine Kopf-Rumpf-Länge von 85 bis 100 und eine Schwanzlänge von 110 bis 145 Millimetern. Das Gewicht beträgt zwischen 45 und 86 Gramm. Das Fell der Oberseite ist im Wesentlichen rauchgrau gefärbt, weshalb die Art im englischen Sprachgebrauch als Smoky Mouse (smoke = Rauch) bezeichnet wird. Individuen aus dem Grampians-Nationalpark sind etwas dunkler gefärbt. Die Unterseite ist hellgrau bis weißlich. Die Füße sowie die Ohren und die Nasenspitze sind rosa. Der grau rosa gefärbte Schwanz trägt wenige weiße Haare.

## Verbreitung und Lebensraum
Pseudomys fumeus kommt in Victoria, New South Wales und dem Australian Capital Territory vor. Die Art bewohnt trockene Wälder sowie Heide- und Strauchflächen. Die Höhenverbreitung reicht vom Meeresspiegel bis auf 1800 Meter.

## Lebensweise
Die Individuen von Pseudomys fumeus graben unterirdische Baue unter Büschen, gefallenen Baumstämmen oder Felsen. Die Ernährung umfasst Samen, Beeren, unterirdische Pilze, Blumen sowie einige Wirbellose, im Besonderen den Eulenfalter Agrotis infusa. Die Fortpflanzung findet saisonal statt, hauptsächlich in den Monaten Oktober bis Januar. Ein Weibchen hat ein oder zwei Würfe mit drei bis vier Jungen pro Jahr. Oftmals teilen sich mehrere Weibchen eine Bruthöhle. Hauptfressfeinde der Mäuse sind die invasiven Säugetierarten Hauskatze und Rotfuchs.

## Gefährdung
Pseudomys fumeus ist in ihren Vorkommensgebieten im Rückgang begriffen und wird von der Weltnaturschutzorganisation IUCN als „vulnerable = gefährdet“ geführt.
Eine große Gefahr für die Art stellen Buschfeuer dar. Während der Buschbrände in Australien 2019/2020 verendete eine Gruppe von Mäusen eines Erhaltungszuchtprogramms in einer Forschungsstation bei Canberra aufgrund von Rauchpartikeln, die in den Lungen der Tiere gefunden wurden. Dies war umso bemerkenswerter, da sich die Forschungsstation mehr als 50 Kilometer vom nächsten Buschfeuer entfernt befand. Eine Nachsuche im Kosciuszko-Nationalpark nach dem Abklingen der Buschbrände ergab, dass einige Mäuse die Feuersbrunst in ihren natürlichen Lebensräumen überlebt hatten.
Die Mäuse sind durch verwilderte Hauskatzen und Füchse bedroht. Eine weitere Beeinträchtigung ihres Lebensraums stellt die Ausbreitung der zu den Eipilzen zählenden, bodenbrütigen Phytophthora cinnamomi dar, wodurch viele Nahrungspflanzen der Mäuse vernichtet werden. Auch die Zerstörung ihrer Lebensräume durch Baumaßnahmen wie den Straßenbau und Maßnahmen des Feuerschutzes, namentlich das zu häufige, zu seltene oder zur falschen Zeit durchgeführte Entfernen des Unterholzes, bedrohen die Art.
Im Healesville Sanctuary und weiteren Zoos in Victoria werden die Mauspopulationen im Bundesstaat überwacht, um dadurch eventuelle Verschiebungen in ihrem Vorkommen zu erkennen. Es werden auch genetische Proben genommen, um festzustellen, ob rechtzeitige Interventionen erforderlich sind, um die genetische Vielfalt zu bewahren.